# San Saba (rione Rzymu)
San Saba – rione, jedno z dwudziestu dwóch rioni Rzymu, tradycyjnych jednostek podziału administracyjnego miasta, dotyczącego części wewnątrz murów aureliańskich (z niewielkimi wyjątkami). Stanowi część gminy Municipio Roma I.
Współcześnie San Saba ma powierzchnię 1,10 km², a w 2015 zamieszkiwało je 3 657 mieszkańców.
Historyczny numer dzielnicy to R. XXI.